# Al-Lahun

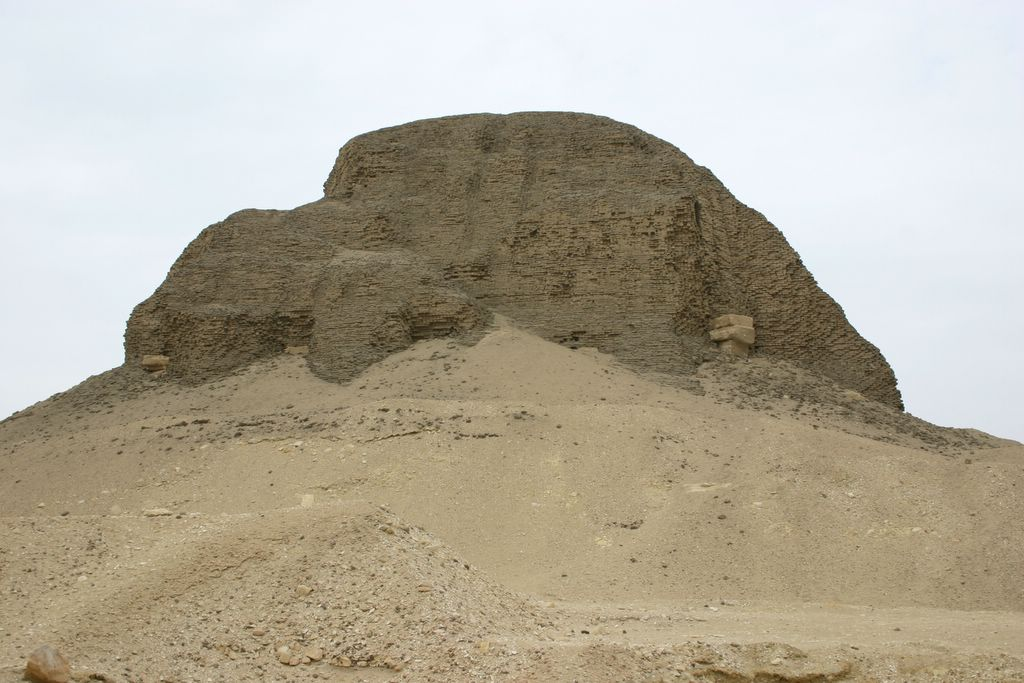
Die Pyramide des Sesostris II. nahe al-Lahun.

Al-Lahun (arabisch اللاهون al-Lāhūn, oft auch Illahun geschrieben) ist ein Dorf in Ägypten, das am östlichen Taleingang des Fayyum-Beckens liegt.

## Geographische Lage
Der Ort befindet sich im Tal des Nils am Bahr Yusuf (Josefs-Kanal) etwa 90 Kilometer südlich von Kairo und ungefähr auf halber Strecke zwischen dem am Nil liegenden Ort Beni Suef und der im Fayyum-Becken liegenden Stadt al-Fayyūm (Madinat al-Fayyum).

## Antike Nekropole
Etwa drei Kilometer nördlich von al-Lahun befindet sich eine antike Nekropole des Mittleren Reiches mit den Überresten der Pyramide des Sesostris II. Ein bedeutender Fund war die Grabstätte der Prinzessin Sithathoriunet, deren dort gefundener Goldschmuck sich heute in  Museen in Kairo und New York befindet.
Etwa acht Kilometer nordöstlich von al-Lahun liegt der Ort Abu Sir al Malaq mit einer weiteren antiken Nekropole, die in der späten Negade-Kultur und später in der Hyksos-Zeit, der saïtischeen und römischen Periode belegt wurde.

## Antike Stadt Hetep-Sesostris

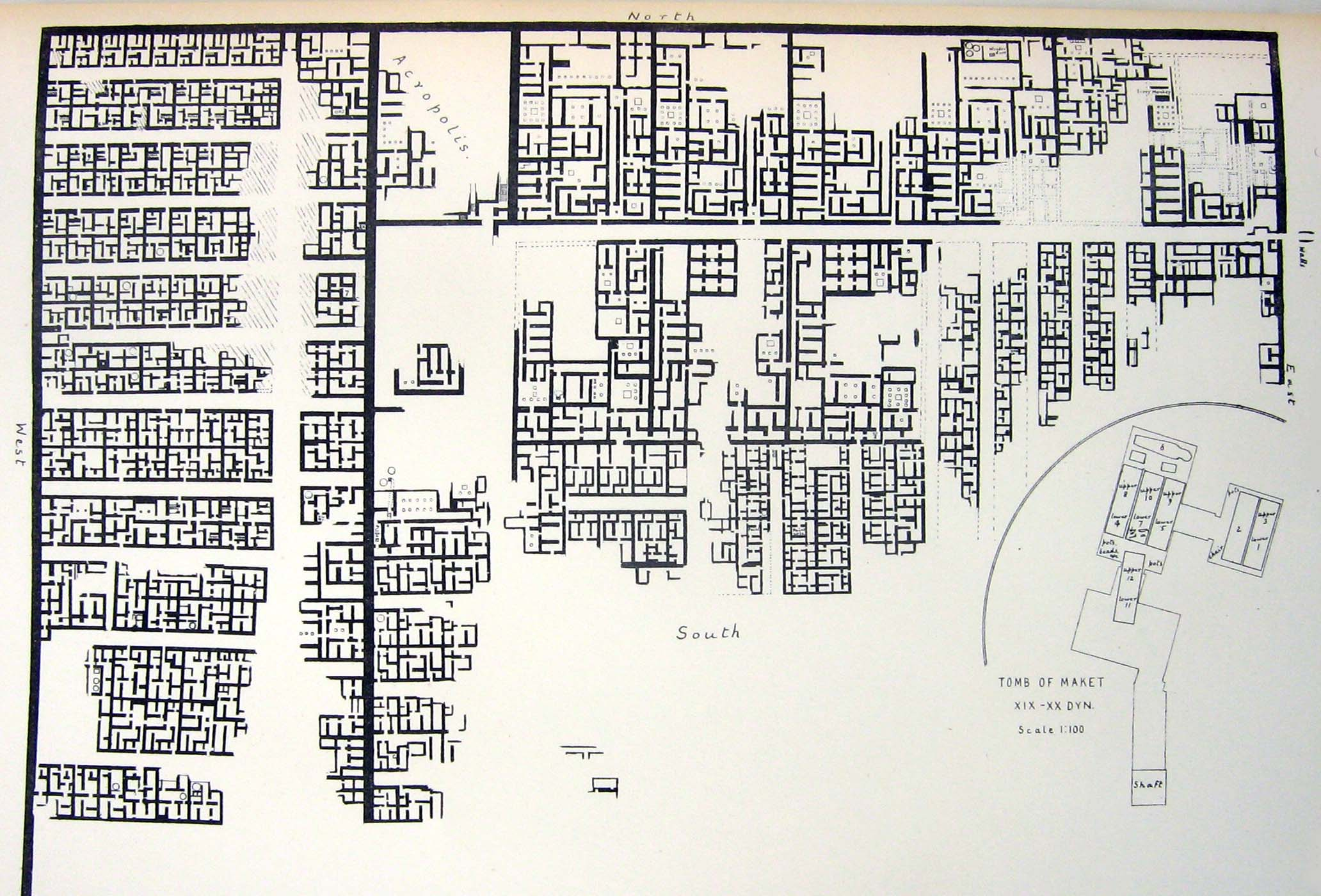
Plan der Pyramidenstadt von el-Lahun

Eine archäologisch noch bedeutendere Entdeckung war die Auffindung der antiken Stadt Hetep-Sesostris wenig nördlich von al-Lahun. Von dem Entdecker Flinders Petrie wurde dieser Ort Kahun genannt, doch beruht diese Bezeichnung auf einem Hörfehler Petries, der statt Lahun „Kahun“ verstand. In der neueren Forschung setzt sich deshalb die Bezeichnung el-Lahun/Lahun für die Pyramide und die Stadt durch.
In der Nähe des Taltempels der Sesostris-II.-Pyramide gelegen ist diese Stadt am Reißbrett entstanden und diente über Jahrhunderte dem Totenkult des Königs, aber auch als regionales Zentrum, von dem z. B. der Bau an der Pyramide von Hawara aus organisiert wurde. In den Ruinen wurden zahlreiche Papyri aufgefunden mit mathematischen, literarischen und medizinischen Texten in hieratischer Schrift sowie Urkunden, Briefe und Rechnungen.
Die heutige Straßenführung  liegt teilweise auf der Dammkrone eines Deiches, der bereits in der Zeit des Pharaos Sesostris II. angelegt wurde.

### Die Bürgermeister der Stadt
- Nebukaure, mindestens Jahr 7 bis 18 von Sesostris III.
- Senusret, mindestens Jahr 9 bis 24 von Amenemhet III.
- Chentychetyhotep, ab 25. Jahr von Amenemhet III.
- Chacheperreseneb, (Sohn des Senusret) belegt im 37. Jahr von Amenemhet III.[1]
- Neferianch, nur von Siegelabdruck bekannt, wahrscheinlich 13. Dynastie[2]
- Snofru, nur von Siegelabdruck bekannt, wahrscheinlich 13. Dynastie[3]
- Senni, erscheint auf verschiedenen undatierten Papyrusfragmenten, genaue Datierung unsicher[4]